# Első otrantói csata
A csata más néven durrazzói csata. A szócikk az 1915-ben lezajlott csatáról szól, a középkorban lezajlott ütközetet lásd itt: Durazzói csata (1081)
Az I. otrantói csata (más néven durazzói csata) az első világháború első igen jelentős adriai ütközete volt, amelyet az Osztrák–Magyar Monarchia flottája vívott az olasz, brit és francia egyesített hajóhadak ellen. A csatát az osztrák–magyar fél kezdeményezte Durazzo megtámadásával, amire válaszul az antant jóval nagyobb tengeri erőket vezényelt a K.u.K. haditengerészet ellen. A túlerővel szemben a Császári és Királyi Haditengerészet vesztett, de fontos hozzátenni, hogy ez csak taktikai vereség volt, amiből minden hajóveszteséget aknák okoztak, a nem kellő felderítés következtében.

## Előzmények
A központi hatalmak számára kicsit kedvezőbben alakult a második háborús év. Bár a keleti fronton csillapodott a helyzet a gorlicei áttörés után, azonban a Balkánon csak 1915 végére tudták Szerbiát és Montenegrót legyőzni. A május 23-ai olasz hadüzenet után egyre több tengeri ütközet is lezajlott a Monarchia és az olasz Regia Marina között, de ezek csak kisebb összecsapások voltak, igazi, jelentős csatára nem került sor. 1915 decemberében a Dunai Monarchia felderítése azt jelezte a flotta részére, hogy a Durazzói-öbölbe olasz rombolók érkeztek, hogy a megvert szerb és montenegrói sereget átmentsék Olaszországba.
Mint kiderült, az információ téves volt. Ugyanis olasz rombolók egyáltalán nem érkeztek Durazzo elé, csak pár, elavult gőzös és vitorlás tartózkodott ott a támadás idején.

## A csata

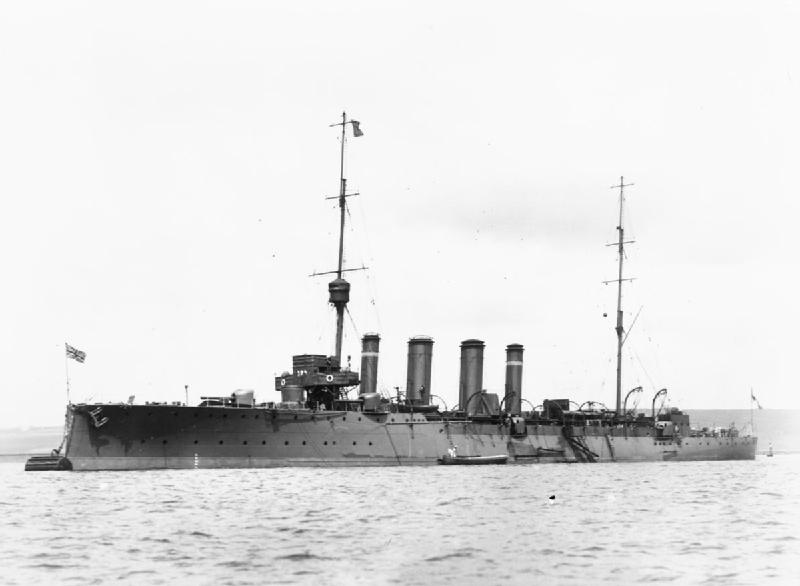
A HMS Dartmouth

1915. december 28-án, éjjel, pontosan 24:00-kor kezdődött a hadművelet, amelyben a K.u.K. flotta részéről az SMS Helgoland cirkáló és a Tátra-osztály 5 rombolója, név szerint az (SMS Balaton, az SMS Csepel, az SMS Lika, az SMS Tátra és az SMS Triglav) vett részt. A kötelék Durazzo felé haladt és a Menders-foknál összetalálkozott a Monge nevű francia tengeralattjáróval, amelyet legázolt a Helgoland, majd a sérült U-Boot-ot a Balaton tüzérségi tűzzel elsüllyesztette. Az önként halált választó parancsnoka kivételével a legénység többi tagját a rombolók kimentették.
Ezután a kötelék folytatta útját, és 7:30-kor, sűrű ködben értek Durazzo elé. A cirkáló a partvédő ütegeket vette tűz alá, miközben a rombolók az aknamezőn átkelve sikeresen behatoltak a kikötőbe, ahol a jelzett két ellenséges romboló helyett csak egy tehergőzöst és egy vitorlást találtak. Ezeket elsüllyesztették, majd gyorsan kifelé indultak a kikötőből, amikor is a rejtett és eddig néma parti lövegek tüzet nyitottak az aknamentesített kijárati csatornára. Emiatt a hajók gyorsan balra tértek, az elaknásított vizekre. A Csepel sértetlenül átjutott az aknamezőn, majd Tátra is, de a hajócsavarjai felszakítottak egy aknát, amire a Lika 8:30-kor ráfutott. A hajót kétszer rázta meg robbanás, a jobb oldalára dőlt és nagy lánggal égett, majd gyorsan elsüllyedt. A segíteni akaró Triglav alatt is akna robbant, de még úszóképes állapotban maradt. A Lika személyzetéből 50 fő elesett, a többit kimentették. A Triglavot, amelyen tíz ember hunyt el, a Tátra és a Csepel megkísérelte vontatókötélre venni, de a kötél feltekeredett a Csepel jobb oldali hajócsavarjára, ezáltal sebessége 20,5 csomóra csökkent és kiszállt a vontatásból. A súlyosan megsérült és kormányozhatatlan Triglav tönkretette a Tátra vontató berendezését, ezért ezután a Balaton maga mellé véve vontatni kezdte.
A mentőakciók elhúzódása miatt a csoport csak 9:30-kor tudott óránként 6 mérföldes sebességgel vánszorogva visszaindulni Cattaróba. Az SMS Helgoland 10:35-kor küldött rádióüzenetet, hogy induljon értük a felmentő csoport. Ez alapján 11:15-kor kifutott Cattaróból a SMS Kaiser Karl VI. páncélos a kötelék megsegítésére, míg a SMS Budapest partvédő csatahajó, valamint az SMS Novara, valamint az SMS Aspern cirkálók kazánjait is elkezdték felfűteni.
Durazzóból még a reggel folyamán jelentette a parti őrség a támadást Brindisibe, amely az olasz flotta legnagyobb keleti támaszpontja volt. Brindisi utasította a tengeren tartózkodó Quarto olasz, és a Dartmouth brit cirkálókat, hogy Cattaro felé próbálják meg elvágni a Helgoland-csoport hazafelé vezető útját. Emellett nemsokára kifutott Brindisiből a Casque, a Commandant Bory, a Renaudin, a Commandant Lucas, és a Bisson francia romboló is, majd az Abba, a Nievo, a Mosto és a Pilo olasz rombolók kíséretében a Nino Bixio olasz és a Weymouth brit cirkáló. A Pali-fok magasságában hajózó osztrák-magyar kötelék 11:30-kor ugyanakkora távolságra volt Cattarótól mint a Nino Bixio vezette hajóraj, míg a Dartmouth és a Quarto az öt francia rombolóval már 30 kilométerrel közelebb járt a Cattarói-öböl bejáratához.
Az antant azt tervezte, hogy a Dartmouth hajórajjal elvágja a Helgoland-csoport útját, és dél felé, a Nino Bixio-csoport felé tereli az osztrák-magyar hajókat. Seitz sorhajókapitányt, 11:45-kor értesítették rádión arról, hogy az ellenség már a közelben van, ezért a kapitány döntést hozott. A Helgoland átvette a Triglav vontatását, a hajócsavarjára tekeredett vontatókötél miatt az egy főgéppel mindössze 20 mérföldes sebességre képes Csepelnek pedig parancsot adott, hogy kíséreljen meg áttörni északi irányban.
13:30-kor, amikor észlelték az ellenséget, az addig vontatott Triglavot elsüllyesztették, a cirkáló, valamint a megmaradt három romboló (a Csepel még lemaradóban volt) Balaton és a Tátra pedig délnyugati irányba fordult. Az ellenség körbefogta a cirkálót és a rombolókat és tüzet nyitott. Először a Helgolandot érte találat, melynek következtében egy ember meghalt, hét pedig megsebesült. A Dartmouth és a Quarto két oldalról tüzelt a Helgolandra, majd hirtelen manőverrel a k.u.k. hajó a Quarto elé állt. A Helgoland ekkor a hátsó torpedóvető csövéből egy torpedót indított a Quartora, amelynek ki kellett térnie oldalra és a támadása egy időre abbamaradt. Ez idő tájt a Csepel gépmestere ráadta a drótkötél által leblokkolt tengelyű főgépre a legnagyobb gőznyomást. A 10 000 LE lassan megforgatta a beszorult tengelyt és a rátekeredett drótkötelet elszakította. A hajó ezzel visszanyerte régi mozgékonyságát, és 32 csomó sebességgel megkísérelte utolérni a Helgolandot, miközben az öt francia romboló, majd később a Quarto is üldözőbe vette. Hosszú tűzpárbaj következett, melyet 8–10 km-es távolságból vívtak egymással.
A csatához nemsokára csatlakozott a Weymouth és a Nino Bixio cirkáló is a négy olasz romboló kíséretében. Ekkor már az antant óriási fölénybe került, az egyetlen dolog, amire gondolhattak az osztrák-magyar egységek, a menekülés volt, ami eléggé kilátástalannak tűnt. A Helgolandot több találat is érte, elesett egy matróz, négy megsebesült tönkrement a kormányt működtető gőzgép és további károk keletkeztek a felépítményekben is. Ettől kezdve kézi erővel kormányozták a hadihajót. A teljes gőzzel száguldó SMS Csepel 16:30-kor egyesült a csoport többi tagjával, amikor Seitz sorhajókapitány rádiótáviratban közölte a felmentő csoporttal, hogy forduljanak vissza, mert új tervet dolgozott ki.
Tél lévén hamarosan beállt az esti szürkület, emiatt Seitz kapitány a maga nemében merész, de remek elhatározásra jutott. Hirtelen nagy sebességgel délnek fordult, majd 17:20-kor, amikor már sötét volt, egy hurkot leírva megtévesztette az ellenséget és északnyugati irányba fordult, majd 18:15-kor északnak vette az irányt. A váratlan manőver meglepte az ellenséget, mely csak késve reagált, így a Helgoland-csoport az ellenség "T"-jét keresztezve, a vezérhajótól mindössze 3500 méterre végrehajtotta az áttörést. A Nino Bixio, amely nem tudott tüzelni a Weymouth miatt, amely pont beékelődött a Helgoland és az olasz cirkáló közé, súlyos sérülést szenvedett egy találattól. A sikeres áttörés után az üldöző hajók lemaradtak, majd később beszüntették a tüzelést is.

## Értékelés
A durazzói csatát többen, többféleképpen is értékelték. A kommunista történetírók általában nagy vereségnek, a Monarchia egyik kudarcának tekintették. Más szerzők ellenben igyekeztek diadalnak beállítani összecsapást. Érvelésük szerint ügyes manőverezéssel sikerült elkerülni a nagyobb veszteségeket, miközben az ellenfélnek is sikerült veszteségeket okozni. Egy angol értékelés szerint:
„Seitz sorhajókapitány hősiesen kitartott a besötétedésig, aminek meg is lett a jutalma. Ha a manővert nappal hajtják végre, az a Helgoland-csoport teljes pusztulásához vezetett volna.”
A döntő hibát a felderítés követte el, illetve hibáztatható a flotta is, amely kritika nélkül átvette az információkat. Miután maga az ütközet elkezdődött, és kijutottak a császári és királyi hajók a Durazzói-öbölből, a hajók és legénysége, úgymint a kapitány, példaértékűen helytállt. Sokszoros túlerővel szemben is megmentették a csoportjukat, illetve érdemes megemlíteni, hogy magával az ellenséges flottával vívott tűzpárbajban a Helgoland csupán közepes kárt szenvedett, míg az olasz Nino Bixio súlyosat. Hiába voltak nagyjából háromszoros túlerőben az antant egységek, mégsem tudtak egy K.u.K. hajót sem elsüllyeszteni, sem komolyabban megrongálni, hanem még ők szenvedtek el súlyos károkat.
Bencsik Gábor szerint ez kudarc volt a javából, elsősorban a főhadiszállás kudarca, és nem a technika, vagy a legénység kudarca.
Anton Haus flottaparancsnok rendkívül dühös volt, amikor értesült a két romboló elvesztéséről, amit véleménye szerint az elért eredmények, a Monge tengeralattjáró és a Durazzóban álló szállítóhajók elsüllyesztése, a legkevésbé sem kompenzáltak. Bár elismerte, hogy Seitz kiválóan manőverezett, és a rombolók elvesztéséért nem őt terheli a felelősség, amíg élt, Seitz nem kapott több hajóparancsnoki beosztást.
Összességében taktikai kudarc volt ez, nem túl jelentős veszteséggel, amely a háború későbbi menetét nem nagyon befolyásolta. Illetve annyiban, hogy a Helgoland és a rombolók megmaradtak, amelyek később még számos bevetést és sikeres küldetést teljesítettek az antant flotta ellen.